# Khaled Gahwji
Khaled Gahwji (ur. 7 lipca 1975 w Dżuddzie) – saudyjski piłkarz występujący podczas kariery na pozycji pomocnika.

## Kariera klubowa
Khaled Gahwji podczas kariery występował w klubie Al-Ahli Dżudda w latach 1998-2004 i Ittihad FC w latach 2004-2007. Z Al-Ittihad zdobył Mistrzostwo Arabii Saudyjskiej w 2006 oraz dwukrotnie Azjatycką Ligę Mistrzów w 2004 i 2005.

## Kariera reprezentacyjna
Khaled Gahwji występował w reprezentacji Arabii Saudyjskiej w latach dziewięćdziesiątych.
W 1999 wystąpił w Pucharze Konfederacji. Na tym turnieju wystąpił w dwóch meczach: grupowym z Egiptem i o trzecie miejsce z USA.